# 长江三鲜
长江三鲜是指在中国长江下游水域中出产的三种肉质鲜美的鱼类——河鲀、鲥鱼和刀鱼。
自六朝以来，由于士大夫阶层和文人墨客的极力推崇，撰写大量有关的诗词文章，长江下游城市形成历史悠久的品尝江鲜的狂热嗜好，例如苏东坡拼死吃河鲀。
由于大量捕捞，长江中的鲥鱼已经基本绝迹，而刀鱼的产量也急剧下降，价格颇为昂贵。